# The House of Love

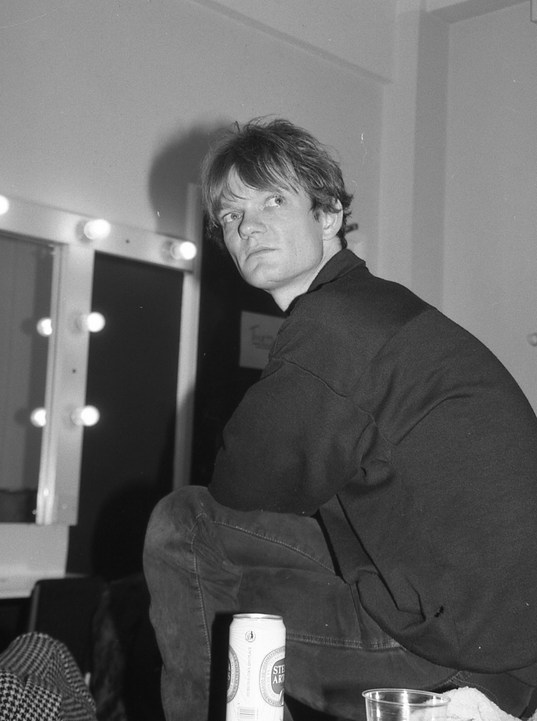
Guy Chadwick.

The House of Love é uma banda de rock alternativo britânica, fundada em 1986 por seu líder, cantor e compositor Guy Chadwick.
Seu primeiro álbum House of Love lançado pela Creation Records, levanta entusiasmo da crítica musical graças aos acordes de guitarra de Chadwick e Terry Bickers. Compactos como "Shine on" e "Christine" se tornam sucesso e consolidam sua popularidade em 1988. A banda então assinou contrato com a Fontana, hoje uma das subsidiárias da Universal Music, para o seu segundo álbum produzido em parte por Stephen Hague, um álbum sem título para uma bolsa de borboleta, inclui "I Don't Know Why I Love You". Seu terceiro Babe Rainbow confirma que o sucesso na Europa com o single "You Don't Understand", mas na Inglaterra, as vendas não atendem às expectativas de uma grande gravadora. Depois de um álbum final, House of Love se separa em 1993. Doze anos mais tarde, em 2005, a banda, que havia retomado a carreira em 2003, lança o disco Days Run Away.

## História
A House of Love chega na cena independente Inglesa com seu tingido rock psicodélico marcado por guitarras nervosas. A banda foi formada em Camberwell, em 1986. A gravadora independente Creation Records lançou seus três primeiros singles, incluindo o icônico "Shine On". Em 1988, o grupo lançou o primeiro álbum, levando apenas o nome da banda, o que, curiosamente, se repetiu no segundo álbum, em 1990. Um dos destaques vindos do segundo álbum é o compacto "Destroy The Heart", com as músicas "Blind" e "Mr. Jo" no lado B. Uma compilação alemã, que também levou o nome da banda, reuniu algumas faixas de álbuns e seus lados-B e também recebeu críticas favoráveis.
O sucesso de seu primeiro álbum The House of Love, é saudado por muitos críticos como um dos melhores álbuns do ano. A capa reproduz uma foto do close up enfrenta Chadwick e Bickers sem artifícios. No entanto, o grupo experimenta internamente a primeira crise. O uso de drogas cria tensões entre Chadwick e Bickers, e o último deixou o grupo em 1989 para formar a banda The Levitation. Simon Walker tornou-se seu substituto.
O sucesso fez com que vários selos de grandes gravadoras disputassem o passe do House of Love. O grupo escolhe Fontana Records. As primeiras duas músicas lançadas nesta fase foram "Never" e "I don't Know Why I Love You", que permanecem nas paradas de sucessos britânicas na lista do Top 40, mais uma nova versão de seu primeiro hit, "Shine On", que finalmente chegou ao Top 20 em 1990. O músico Andrea Heukamp, que deixou o grupo em 1987, participa das sessões para coros. O segundo álbum também foi chamado The House of Love (também conhecido como "o Álbum da Borboleta" ou, simplesmente, "Fontana"), e entrou no Top 10 na lista de álbuns britânicos da Billboard. A canção "The Beatles and the Stones" fez sucesso nas rádios alternativas britânicas e depois entrou no Top 40. na Europa. O grupo é aclamado pela imprensa e mídia locais. Uma nova compilação, A Spy in the House of Love, incluindo os sucessos antigos e uma amostra de lados-B, foi publicada em 1990. Walker deixou a banda em 1992 e foi substituído pelo guitarrista Simon Mawby.
O terceiro álbum Babe Rainbow fez algum sucesso com o single "You Don't Understand" como o vídeo é transmitido pela MTV. Na Inglaterra, as vendas fracassaram e o disco aparece apenas algum tempo no top 40. Um ano mais tarde, publicou outro disco, Babe Rainbow, que não consegue muito sucesso. O grupo se dissolve logo depois, com Chadwick querendo dar um tempo nas turnês. Chadwick reaparece com um álbum solo Lazy Soft and Slow, em 1998. Depois de um hiato de vários anos, o grupo reúne-se em meados dos anos 2000 com o guitarrista original Terry Bickers e volta em turnê no Reino Unido e Irlanda. Dada a animosidade entre Chadwick e Bickers, o retorno do grupo em 2005 por dois músicos aparece como uma surpresa. Eles compõem novas músicas e o grupo lança um álbum, Days Run Away, e, em seguida, oito anos mais tarde, She Paints Words In Red em 2013, pela Cherry Records.

## discografia

### álbuns
- The House of Love (singles collection) - 1987 - Creation/Rough Trade
- The House of Love (1988 album) - 1988 - Creation
- The House of Love (1990 album) - 1990 - Fontana
- A Spy in the House of Love  - 1990 - Fontana
- Babe Rainbow - 1992 - Fontana
- Audience With the Mind - 1993 - Fontana/Mercury
- Best of The House of Love - 1998 - Fontana/Mercury/Chronicles
- The John Peel Sessions 88-89 - 2000 - Strange Fruit
- 1986-88 The Creation Recordings - 2001 - PLR
- The Fontana Years - 2004 - Spectrum
- Days Run Away - 2005 - Art & Industry
- Live at the BBC - 2009 - Fontana/Mercury
- She Paints Words In Red - 2013 - Cherry Red Records
- Live at the Lexington 13.11.13 - 2014 - Cherry Red Records